# Жигулёнков, Борис Васильевич
Бори́с Васи́льевич Жигулёнков (1922—1944) — участник Великой Отечественной войны, заместитель командира эскадрильи 178-го гвардейского истребительного авиационного полка (14-я гвардейская истребительная авиационная дивизия, 3-й гвардейский истребительный авиационный корпус, 5-я воздушная армия, 2-й Украинский фронт), гвардии старший лейтенант. Герой Советского Союза (1944).

## Биография
Родился 2 мая 1922 года в деревне Васильево ныне Раменского района Московской области в семье рабочего. Русский.
С 1933 года жил в Москве. В 1937 году окончил 8 классов школы, в 1938 — школу ФЗУ. Работал токарем на электрозаводе. В 1940 году окончил Сталинский аэроклуб г. Москвы.
В Красной Армии — с июля 1940 года. До октября 1940 года обучался в Львовской военной авиационной школе лётчиков (ВАШЛ), в сентябре 1941 года окончил Фастовскую ВАШЛ (позже эвакуированную в город Зерноград Ростовской области). С октября 1941 года — лётчик-инструктор Конотопской ВАШЛ. С февраля 1943 года проходил переподготовку во 2-й запасной авиабригаде (в Средней Азии).
С июня 1943 года — лётчик, старший лётчик, командир звена, заместитель командира авиаэскадрильи 240-го (с июля 1944 года — 178-го гвардейского) истребительного авиаполка. Воевал на Степном и 2-м Украинском фронтах, участвовал в Курской битве и битве за Днепр, освобождении Правобережной Украины, в Ясско-Кишинёвской, Дебреценской и Будапештской операциях. Летал на самолёте «Ла-5». Член КПСС с 1944 года.
К июлю 1944 года гвардии старший лейтенант Борис Жигулёнков совершил 184 боевых вылета, в 46 воздушных боях сбил 16 самолётов противника. Всего за время войны совершил 219 боевых вылетов, в 57 воздушных боях сбил лично 20 самолётов противника.
Погиб в воздушном бою 16 ноября 1944 года в трёх километрах восточнее посёлка Бешеньсёг (Венгрия). Был похоронен в городе Арад (Румыния), а в 1945 году — перезахоронен на Новодевичьем кладбище в Москве (участок № 4).

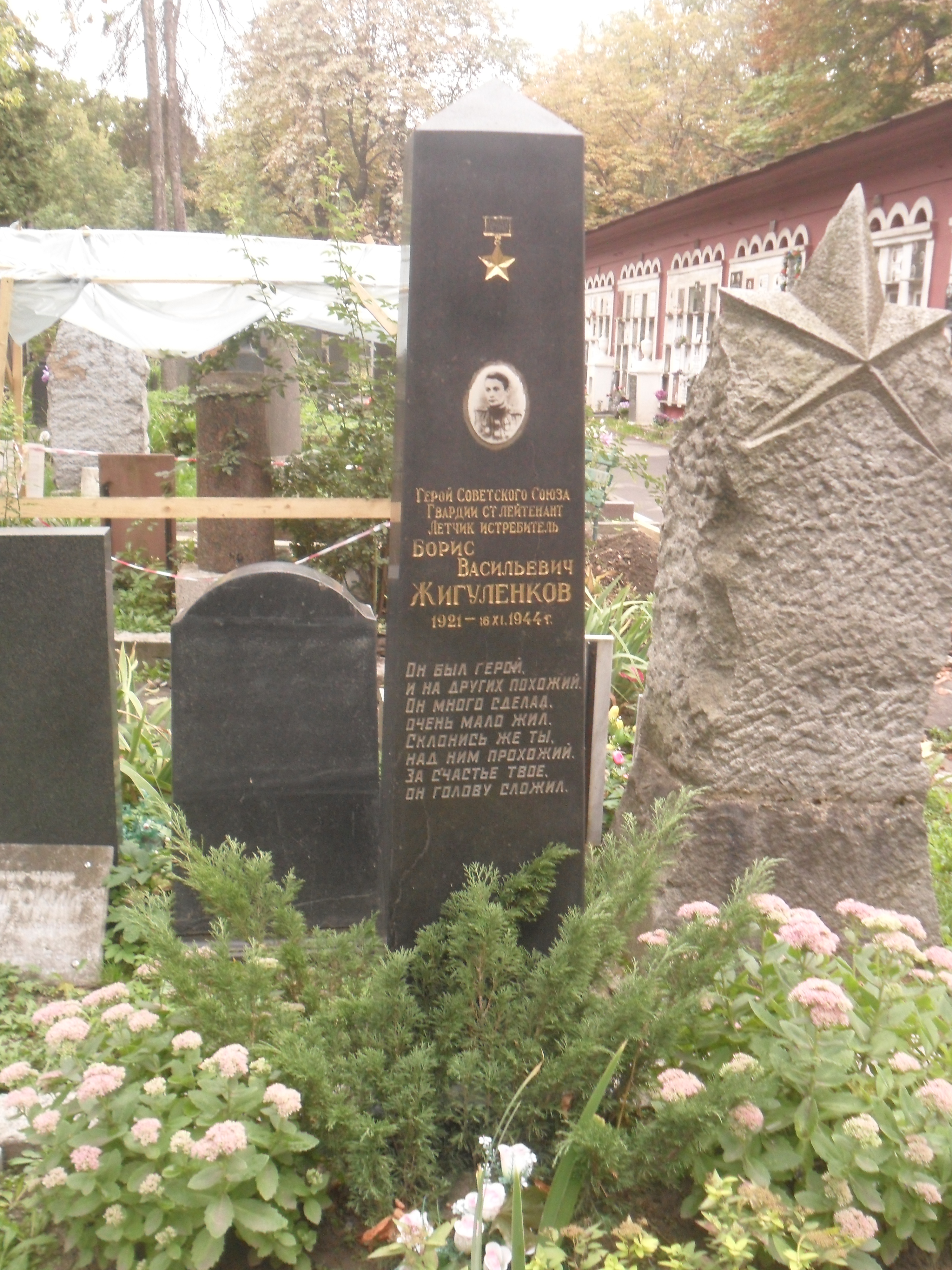
Могила Жигулёнкова на Новодевичьем кладбище Москвы.

Бывший моторист экипажа Жигулёнкова, ветеран войны и труда — Александр Зиновьевич Хапличук, готовил самолёт Жигулёнкова к боевым вылетам. После войны организовал доставку останков Героя в Москву.

## Награды
- 26 октября 1944 года за мужество и воинскую доблесть, проявленные в боях с врагами, удостоен звания Героя Советского Союза. Золотая Звезда не вручена в связи с гибелью[2].
- Награждён орденом Ленина (1944), двумя орденами Красного Знамени (1943, 1944), орденом Отечественной войны 1-й степени (1943), а также медалями.

## Память
- В городе Хатван имя Героя есть на обелиске советским воинам, погибшим за освобождение Венгрии.
- Именем Бориса Жигулёнкова названа улица в Москве.
- Музей Жигулёнкова создан в московской школе № 437, в которой он учился.
- Пионерская дружина 109-й спецшколы в Первомайском районе Москвы много лет носила имя Героя. В школе много лет работает музей боевой славы, рассказывающий о героях-москвичах. В нём бережно хранятся уникальные экспонаты, повествующие о бесстрашном лётчике — Борисе Васильевиче Жигулёнкове.
- Писатель Д. Землянский посвятил ему книгу — «Полёт сквозь годы»[3].